# FCD Dolo 1909
FCD Dolo 1909 (wł. Football Club Dilettantistico Dolo 1909) – włoski klub piłkarski, mający siedzibę w mieście Dolo, w północno-wschodniej części kraju, grający od sezonu 2015/16 w rozgrywkach Promozione Veneto.

## Historia
Chronologia nazw:
- 1909: Club Sportivo Dolo
- 1955: Club Sportivo Travalin Dolo
- 1958: Club Sportivo Dolo
- 1987: C.S. Dolo Fracasso
- 1988: C.S. Dolo
- 1991: C.S. Dolo Riviera del Brenta
- 1993: C.S. Dolo
- 1995: A.S. Nuovo Club Sportivo Dolo
- 2005: Football Club Dilettantistico Dolo - Riviera del Brenta – po fuzji z Polisportiva Riviera del Brenta
- 2011: F.C.D. Dolo 1909

Klub sportowy C.S. Dolo został założony w miejscowości Dolo w 1909 roku z inicjatywy braci Severino i Alberto Cecchiego. Początkowo klub przyjął barwy biało-jasnoniebieskie i występował epizodyczne. W 1914 roku dołączył do FIGC i w sezonie 1914/15, ostatnim przed zawieszeniem mistrzostw z powodu I wojny światowej, startował w mistrzostwach Promozione Veneta (D2), plasując się na trzeciej pozycji.
Po wznowieniu rozgrywek w sezonie 1919/20 zespół zajął drugą lokatę w Promozione Veneta i otrzymał promocję do Prima Categoria. Debiut na najwyższym poziomie był nieudanym, po zajęciu ostatniego piątego miejsca w grupie B był zmuszony grać baraż o utrzymanie z Treviso, który przegrał 1:5, po czym spadł do Promozione Veneta.
24 lipca 1921 roku, podczas zgromadzenia na którym przedstawiono Projekt Pozzo, plan reformy mistrzostw, który przewidywał zmniejszenie mistrzostw Pierwszej Dywizji Północnej do zaledwie 24 uczestników w porównaniu z 64 uczestnikami mistrzostw sezonu 1920/21, 24 największe włoskie kluby odłączyli się od FIGC, tworząc federację (CCI) i mistrzostwo (Prima Divisione, znane również jako Torneo delle 24). Klub zdecydował się pozostać w szeregach FIGC, kończąc rozgrywki na pierwszej pozycji w grupie B Veneta, a potem wygrywając finał Veneta. Przed rozpoczęciem sezonu 1922/23 ze względu na kompromis Colombo dotyczący restrukturyzacji mistrzostw, chociaż miał zapewniony awans do Prima Categoria został zakwalifikowany do Seconda Divisione Veneta (D2). Przed rozpoczęciem sezonu 1926/27 ze względu na reformę systemu lig i wprowadzeniu najwyższej klasy, zwanej Divisione Nazionale, Seconda Divisione została obniżona do III poziomu. Po zajęciu 9.miejsca w grupie D Seconda Divisione Nord został zdegradowany do Terza Divisione Veneta (D4), ale po wycofaniu się Pordenone pozostał w lidze. W sezonie 1929/30 po podziale najwyższej dywizji na Serie A i Serie B poziom Seconda Divisione został zdegradowany do czwartego stopnia. Klubowi udało się zająć drugie miejsce w grupie D i wrócić do trzeciego poziomu, zwanym Prima Divisione. W sezonie 1930/31 zespół zajął przedostatnią 13.pozycję w grupie A  Prima Divisione, jednak pozostał w lidze w związku z rozszerzeniem ilości drużyn. Ale w następnym sezonie po 18.kolejce wycofał się z rozgrywek, dotychczasowe wyniki zostały anulowane, a klub został zdegradowany do Seconda Divisione (D4). Sezon 1932/33 zakończył na 7.miejscu w grupie A Seconda Divisione Veneta. Następnie upuścił FIGC Veneto i zarejestrował się do mistrzostw ULIC prowincji Wenecji. Po roku występów w Prima Categoria ULIC Veneta wrócił do FIGC, ale musiał rozpoczął rozgrywki od najniższej ligi regionalnej - w grupie A Terza Divisione Veneta (D5). W sezonie 1934/35 po zajęciu 8.miejsca w grupie A Terza Divisione Veneta, klub ponownie wycofał się z mistrzostw regionalnych i dołączył do Sezione Propaganda Veneziana. W sezonie 1935/36 zajął 8.miejsce w grupie A Prima Categoria Sezione Propaganda Veneziana, ale potem na rok zawiesił oficjalną działalność sportową. Po zakończeniu sezonu 1937/38, w którym uzyskał drugą lokatę w grupie B Prima Categoria Sezione Propaganda Veneziana, wrócił do regionalnych mistrzostw FIGC i został zakwalifikowany bezpośrednio do Prima Divisione Veneta (D4). W 1939 roku był piątym w grupie B, a w 1940 piątym w grupie A w Weneckiej Pierwszej Dywizji. Następnie po 1940 roku zawiesił działalność z powodów rozpoczęcia działań wojennych.
Po zakończeniu II wojny światowej i wznowienia mistrzostw FIGC, klub startował w Prima Divisione Veneta, zajmując trzecie miejsce w grupie F i uzyskując promocję do Serie C (D3). W sezonie 1946/47 uzyskał ósmą lokatę w grupie H. W następnym sezonie 1947/48 zespół awansował na siódmą pozycję w grupie H Serie C, ale w związku z reorganizacją systemu lig spadł do Promozione (D4). W sezonie 1951/52 zwyciężył w grupie A Promozione i został zakwalifikowany do nowo utworzonej IV Serie (D4). W 1955 klub zmienił nazwę na CS Travalin Dolo, ale w 1958 wrócił do historycznej nazwy CS Dolo. W 1957 czwarty poziom został przemianowany na Campionato Interregionale, a w 1959 roku zespół spadł do Prima Categoria Veneto (D5). W 1970 liga zmieniła nazwę na Promozione. Po wielu latach gry na piątym poziomie w sezonie 1973/74 klub zwyciężył w grupie B Promozione Veneto i awansował do Serie D (D4). Przed rozpoczęciem sezonu 1978/79 Serie C została podzielona na dwie dywizje: Serie C1 i Serie C2, wskutek czego czwarta Serie D została obniżona do piątego poziomu. W 1981 roku liga zmieniła nazwę na Campionato Interregionale. W 1984 zespół został zdegradowany do Promozione Veneto (D6), a dwa lata później do Prima Categoria Veneto (D7). W sezonie 1987/88 klub występował pod nazwą CS Dolo Fracasso.
W 1991 nastąpiła kolejna reorganizacja systemu lig, w wyniku której siódmy poziom stał się nazywać Promozione. Również klub w tym roku zmienił nazwę na CS Dolo Riviera del Brenta. W sezonie 1991/92 zwyciężył w grupie B Promozione Veneto i awansował do Eccellenza Veneto (D6). W 1993 roku klub wrócił do starej nazwy CS Dolo, a w 1994 spadł do Promozione Veneto. W 1995 klub przyjął nową nazwę AS Nuovo Club Sportivo Dolo. W 1998 wrócił na rok do Eccellenza Veneto. W sezonie 2004/05 zajął 13.miejsce w grupie C Promozione Veneto, a potem przegrał play-out z Bassanelloguizza i został zdegradowany do Prima Categoria.
W 2005 roku nastąpiła fuzja z miejscowym rywalem Polisportiva Riviera del Brenta, a zjednoczony klub kontynuował występy jako FCD Dolo - Riviera del Brenta w Prima Categoria Veneto. Po pierwszym sezonie wygrał grupę F i awansował do Promozione Veneto. W następnym roku po zajęciu drugiej pozycji w grupie C Promozione Veneto wyeliminował kolejno w czterech rundach kluby Fiesso d'Artico, Chirignago, Ardita Moriago, Giorgione i zdobył promocję do Eccellenza Veneto. W 2011 klub przyjął nazwę FCD Dolo 1909, a w 2013 spadł do Promozione (D7). W 2014 zwyciężył w grupie C Promozione Veneto i wrócił do Eccellenza. Przed rozpoczęciem sezonu 2014/15 wprowadzono reformę systemy lig, wskutek czego szósty poziom awansował o jedną pozycję do góry. Sezon 2014/15 zakończył na 14. miejscu w grupie C Eccellenza Veneto i po przegraniu playout spadł do Promozione (D6). W 2019 klub został zdegradowany do Prima Categoria Veneto (D7), ale po roku wrócił do Promozione.

## Barwy klubowe, strój
|  |  |

Klub ma barwy biało-kasztanowate. Zawodnicy domowe spotkania zazwyczaj grają w białych koszulkach, białych spodenkach oraz białych getrach.

## Sukcesy

### Trofea międzynarodowe
Nie uczestniczył w rozgrywkach europejskich (stan na 31-05-2020).

### Trofea krajowe
| \| \| Zdobyte trofea w rozgrywkach Włoch (stan na: 31-08-2020) \| |                                                          |      |                                                                          |
| Rozgrywki                                                         | Osiągnięcie                                              | Razy | Sezon(y)                                                                 |
| · Mistrzostwo                                                     | I miejsce                                                | 0    |                                                                          |
| · Mistrzostwo                                                     | II miejsce                                               | 0    |                                                                          |
| · Mistrzostwo                                                     | III miejsce                                              | 0    |                                                                          |
| · Mistrzostwo                                                     | 5.miejsce                                                | 1    | 1920/21 (Veneta B)                                                       |
| · Puchar                                                          | zdobywca                                                 | 0    |                                                                          |
| · Puchar                                                          | finalista                                                | 0    |                                                                          |
| · Puchar                                                          | 1/64 finału                                              | 1    | 1926/27                                                                  |
| II liga                                                           | I miejsce                                                | 1    | 1921/22 (Veneta)                                                         |
| II liga                                                           | II miejsce                                               | 4    | 1919/20 (Veneta), 1921/22 (Veneta B), 1922/23 (Nord E), 1923/24 (Nord E) |
| II liga                                                           | III miejsce                                              | 1    | 1914/15 (Veneta)                                                         |
| Włochy                                                            | Zdobyte trofea w rozgrywkach Włoch (stan na: 31-08-2020) |      |                                                                          |

- Seconda Divisione (D3):
  - 4.miejsce (1x): 1928/29 (F)

## Poszczególne sezony

### Rozgrywki międzynarodowe

#### Europejskie puchary
Nie uczestniczył w rozgrywkach europejskich.

### Rozgrywki krajowe
| \| Włochy \| Bilans występów klubu w rozgrywkach piłkarskich Włoch (Stan na 31 sierpnia 2020 r.) \| \| |                                                                                              |        |       |   |   |   |    |    |     |                                                            |        |        |      |
| Poziom                                                                                                 | Rozgrywki                                                                                    | Sezony | Mecze | Z | R | P | B+ | B– | Pkt | Lata                                                       | Awanse | Spadki | Naj. |
| I | Prima Categoria Veneta                                                                       | 1      |       |   |   |   |    |    |     | 1920/21                                                    | 0      | 1      | 5    |
| II | Promozione Veneta, Seconda Divisione Nord                                                    | 7      |       |   |   |   |    |    |     | 1914/15, 1919/20, 1921–1926                                | 1      | 1      | 1    |
| III | Seconda Divisione Nord, Prima Divisione, Serie C                                             | 7      |       |   |   |   |    |    |     | 1926–1929, 1930–1932, 1946–1948                            | 0      | 3      | 4    |
| IV | Seconda Divisione, Prima Divisione, Promozione, IV Serie, Campionato Interregionale, Serie D | 20     |       |   |   |   |    |    |     | 1929/30, 1932/33, 1938–1940, 1945/46, 1948–1959, 1974–1978 | 2      | 4      | 1    |
| V | Terza Divisione, Prima Divisione, Promozione, Campionato Interregionale, Serie D, Eccellenza | 23     |       |   |   |   |    |    |     | 1934/35, 1959–1974, 1978–1984, 2014/15                     | 1      | 3      | 1    |
| | Puchar Włoch                                                                                 | 1      |       |   |   |   |    |    |     | 1926/27                                                    | 0      | 0      | 1/64 |
| Włochy                                                                                                 | Bilans występów klubu w rozgrywkach piłkarskich Włoch (Stan na 31 sierpnia 2020 r.)          |        |       |   |   |   |    |    |     |                                                            |        |        |      |

## Struktura klubu

### Stadion
Klub piłkarski rozgrywa swoje mecze domowe na Stadio Walter Martire w Dolo o pojemności 1000 widzów.

### Derby
- AC Mestre
- Calcio Padova